# Błotnica, West Pomeranian Voivodeship
Błotnica [bwɔtˈnit͡sa] (tiếng Đức: Spie)  là một ngôi làng thuộc khu hành chính của Gmina Kołobrzeg, thuộc hạt Kołobrzeg, Tây Pomeranian Voivodeship, phía tây bắc Ba Lan. Nó nằm khoảng 8 kilômét (5 mi) về phía tây nam của Kołobrzeg và 99 km (62 mi) về phía đông bắc của thủ đô khu vực Szczecin.
Ngôi làng có dân số 105 người.